# Öömrang Hüs
Öömrang Hüs (amrumfrisisk for Amringer Hus) er en fredet frisergård i landsbyen Nebel på den nordfrisiske ø Amrum, som fungerer som kulturhistorisk museum. Bygningen er fra 1736. Den var beboet op til 1900-tallet og ejedes siden 1974 af øens kulturhistoriske forening Öömrang Ferian, som har indrettet det nuværende museum.
Bygningen består af køkken, en daligstue (dørns), en storstue (pesel) og staldværelserne. Dørnset (på amrumfrisisk a dörnsk) var det sted, hvor der tidligere både samles, spises og soves. Rummet er udstyret med både to korte alkovesenge og en bilæggerovn fra 1681, hvorved værelset kunne varmes fra køkken. Væggene er delvis beklædt med blå-hvid bemalede fliser. En af flisevæggene viser bl.a. et smakke-skib med dansk flag, som tilhørte den herboende kaptajn og som var en typisk vadehavssejler i det nordfrisiske og vestjyske område. Der er skiftende udstlillinger.
Ved Öömrang Hüs findes en af i alt fire mindesten på øen med en strofe af øens hymne Min öömrang lun.

## Billeder
- Öömrang Hüs med nordfrisisk flag
- Museets indre med bilæggerovn, fliser og afbildning af en smakke